# Sassofono contrabbasso
Il sassofono contrabbasso è un tipo di sassofono progettato da Adolphe Sax.
Lo strumento è poco utilizzato; può essere in tonalità di "do" o di "mi♭", e ci sono numerose differenze tra i due tipi. Nella tonalità di "do" esiste soltanto come tubax e viene costruito su commissione dall'artigiano Eppelsheim; nella tonalità di "mi♭" esiste nelle versioni estesa e compatta, quest'ultima molto simile ad un sarrusofono ad ancia semplice. L'estensione del sax contrabbasso è un'ottava sotto il baritono.